# Улица Кузнецова (Иваново)
У́лица Кузнецо́ва — улица города Иванова. Находится во Фрунзенском районе, в местечке Нежданово и в Рабочем посёлке. Является продолжением 2-го Беляницкого переулка. Проходит с северо-запада на юго-восток, начинаясь автомобильного моста над ЖД Иваново — Москва до Почтовой улицы. Южнее улицы Кузнецова, параллельно проходит улица Парижской Коммуны.
Названа в честь первого председателя Иваново-Вознесенского совета рабочих и солдатских депутатов Кузнецова Василия Петровича.

## История
До 1847 года называлась Ямановской улицей. В 1847 году её переименовали в Ново-Дмитриевскую. В 1927 году к ней были присоединены Корноуховская и 1-я Троицкая улицы. В 1950 году улица получила своё современное название в честь Кузнецова Василия (1879—1949) — большевика-подпольщика, партийная кличка Северный. Он был первым председателем Иваново-Вознесенского совета рабочих и солдатских депутатов в марте 1917 года.

## Здания и объекты
- Дом М. А. Полушкина (Кузнецова, 28). Построен в 1900-е годы. Пристройка в стиле модерн выполнена А. Ф. Снуриловым. С 1990-х в здании находится отделение Сбербанка.
- Здание УМВД России по Ивановской области — д. 47.